# Jodid samarnatý
Jodid samarnatý je anorganická sloučenina se vzorcem SmI2. Bývá také nazýván Kaganovo činidlo. Je komerčně dostupný jako tmavomodrý roztok v tetrahydrofuranu.

## Příprava
SmI2 se může připravit vysokoteplotním rozkladem SmI3, který je stabilnější, ovšem vhodný způsob laboratorní přípravy je reakce práškového samaria s 1,2–dijodethanem nebo dijodmethanem v tetrahydrofuranu:
Sm + ICH2CH2I → SmI2 + C2H4.

## Reakce
Jodid samarnatý je silné redukční činidlo - například prudce redukuje vodu na vodík.

## Podobné sloučeniny
- Chlorid samarnatý
- Bromid samarnatý
- Jodid samaritý
- Jodid europnatý